# 胡盛寿
胡盛寿（1957年4月19日—），湖北武汉人，中国心血管外科学专家。毕业于武汉同济医科大学，现任中国医学科学院阜外心血管病医院院长、心血管病研究所所长、外科管理委员会主任、瓣膜及辅助循环研究室主任。他在冠心病外科、瓣膜外科和先心病外科有比较高的造诣，是中国心血管外科学术带头人。2013年当选中国工程院院士。2018年1月，当选第十三届全国政协委员。

## 头衔
- 中华医学会北京生物医学工程学会理事
- 生物医学工程学会组织工程专业委员会常务理事
- 国际组织工程学会会员
- 中华医学会北京胸心血管外科学分会副主任
- 《中国胸心血管外科临床杂志》副总编辑
- 《中国微创外科杂志》常务编委
- 《中华心血管病杂志》编委
- 《中国循环杂志》编委[3]